# Línea L8 (Montevideo)
La línea L8 es una línea local de Montevideo, une los barrios Santa Catalina  lVilla del Cerro. La ida es Santa Catalina y la vuelta Terminal Intecambiador Cerro.

## Historia
Comenzó a funcionar en los años noventa  uniendo la Plaza Vidiella en Colón con el Puente de Las Piedras, límite departamental de los departamentos de Montevideo y Canelones. 
En el año 2012 con la apertura de la Terminal Colón la línea fue suprimida y reemplazada en por la línea G8, que actualmente cubre terminal Colón - Puente Las Piedras.
En 2025, luego de años inactiva y tras la apertura del centro cultural Balcón del Cerro, la línea comenzó a operar nuevamente, uniendo Villa del Cerro con Santa Catalina. 

## Recorridos
| Ida - Terminal Cerro - Egipto - Estados Unidos - Grecia - Perú - Egipto - Suecia - Grecia - Juan V. Viacaba - Av. José Batlle y Ordóñez - Cuba - Suecia - Bulgaria - Rusia - Continuación Rusia - Ucrania - Etiopía - Costanera Casabó - Burdeos - Camino Santa Catalina - Las Achiras - Terminal Santa Catalina | Regreso - Santa Catalina - Las Achiras - Camino Santa Catalina - Burdeos - Costanera Casabó - Etiopía - Ucrania - Continuación Rusia - Rusia - Bulgaria - Suecia - Cuba - Av. José Batlle y Ordóñez - Juan V. Viacaba - Grecia - Suecia - Egipto - Perú - Grecia - Av. Carlos María Ramírez - Av. Dr. Santín Carlos Rossi - Dr. Pedro Castellino - Terminal Cerro, continúa sin espera... |

## Barrios
El L8 circula por los barrios: Santa Catalina, Casabó y Villa del Cerro.